# Mucroberotha fasciata
Mucroberotha fasciata is een insect uit de familie van de Berothidae, die tot de orde netvleugeligen (Neuroptera) behoort. 
Mucroberotha fasciata is voor het eerst wetenschappelijk beschreven door Tjeder in 1959.